# Karl Linder (Manager)
Karl Linder war Betriebsführer der Messerschmitt GmbH Regensburg und ab Ende 1944 Hauptverantwortlicher der Messerschmitt-Konzernleitung und des Rüstungsstabes für die Ausbringung von Messerschmitt-Me-262-Strahljägern.
Karl Linder wurde 1939 Chef der Technischen Abteilung der Messerschmitt GmbH Regensburg und war zwischen November 1942 und Mai 1943 erstmals Betriebsführer dieses Unternehmens, ehe Linder in dieser Funktion vorübergehend von Flieger-Generalstabsingenieur Lucht abgelöst wurde. Direktor Linder übernahm die Betriebsführung erneut im April 1944 von Lucht, als dieser zum Beauftragten für Sonderaufgaben des Jägerstabes wurde.
Karl Linder avancierte schließlich Ende 1944 zum Hauptverantwortlichen für die gesamte Me-262-Produktion mit umfassenden Vollmachten und war als „Produktionsleiter“ auch für die Einrichtung der Fließbandfertigung, die Bereitstellung ausreichender Betriebsmittel und von Fachpersonal in großen unterirdischen Fabrikationsanlagen wie B8 Bergkristall zuständig.